# Саровський особливий карантинний табір ОГПУ
Саровський особливий карантинний табір ОГПУ (рос. САРОВСКИЙ ОСОБЫЙ КАРАНТИННЫЙ ЛАГЕРЬ ОГПУ) — підрозділ, що діяв в системі виправно-трудових таборів ГУЛАГ.
Час існування: організований 17.11.31;

закритий 14.01.34 (реорганізований з 25.01.34 в Саровське ЛО Темніковського ВТТ).
На грудень 1932 року в таборі перебувало 400 ув'язнених, 1 січня 1934–1936.

## Історія
Історія Саровських таборів охоплює період з 1931 по 1958 рік. До 1946 року Саровські табори не вирішували великих виробничих завдань. Спочатку це був карантинний табір, в якому містилися особи іноземних держав (переважно Польщі, Румунії, Фінляндії), що переходили державний кордон, так звані перебіжчики. Утворений на місці карантинного Сарлаг, займався, в основному, лісозаготівлями та обслуговуванням дитячої трудової колонії НКВС. Він то набував самостійного статусу, то приписувався до розташованого поблизу Темлагу. Після закриття дитячої колонії і до утворення КБ-11 в 1946 році табору в Сарові не було.